# Hyacinthus orientalis
Espèce
La Jacinthe d'Orient communément appelée simplement « jacinthe »  (Hyacinthus orientalis L.) est une espèce de plantes bulbeuses de la famille des Asparagaceae cultivée pour ses fleurs parfumées et colorées.

## Origine
Originaire de l'Asie occidentale et moyen-orientale (Turquie, région de Bagdad et d’Alep), elle pousse du niveau de la mer jusqu'à 2 000 m d'altitude.
Naturalisée en Europe méditerranéenne ; en France on peut la voir en Bouches-du-Rhône, Var, Alpes-Maritimes, Lot-et-Garonne.

## Description
La forme sauvage est une plante vivace pouvant atteindre une hauteur de 20 à 30 cm. Son bulbe est ovale et assez gros. Glabrescente, elle comporte 4 à 6 feuilles étalées ou presque dressées, linéaires-obtuses, canaliculées qui font de 5 à 15 mm de large. La plante produit une tige florale assez épaisse portant des fleurs odorantes bleu pâle, parfois roses, violet pâle ou blanches. Elle comporte de 2 à 8 fleurs (rarement jusqu’à 15) en grappe très lâche, presque unilatérale. Le pédicelle est bien plus court que le périanthe long de 2-3 cm, lui-même plus long que la bractée qui est très courte et souvent bifide. Le périanthe est ventru à la base, à lobes oblongs, étalés-recourbés, plus courts que le tube.

## Variétés
La Jacinthe cultivée est issue de plus de 400 ans de sélection. Elle est plus robuste et plus haute que la Jacinthe sauvage et peut atteindre 50 cm de haut. Elle a surtout une hampe florale très fournie pouvant compter jusqu'à une centaine de fleurs. Bien que n'étant pas des groupes botaniquement valides, il est d'usage de distinguer plusieurs groupes de jacinthes cultivées :

### Jacinthe «de Hollande»
C'est celle qui est le plus couramment cultivée. Elle est le fruit d'une sélection de la Jacinthe sauvage. Il en existe d'innombrables clones dans les couleurs bleue, violette, rouge, rose, blanche, jaune, orange parfois à fleurs doubles.
Au début du XXe siècle il y eut des bulbes de très petit calibre produisant une tige florale moins dense vendue sous le nom de « cynthella ». Cette présentation n'est plus produite.
Depuis quelques années sont commercialisées des jacinthes dites « multiflores » portant souvent le nom de « festival » le plus souvent bleues, roses et blanches. Ce sont en fait des bulbes de variétés classiques spécialement traitées pour produire plusieurs petits bulbes qui produisent chacun une tige florale donnant ainsi l'impression d'être multiflore. Les fleurs sont moins denses sur la tige. Leurs couleurs et aspect général les font ressembler à la jacinthe « parisienne » cependant la forme des fleurs est bien celle des jacinthes « de Hollande ».

### Jacinthe «multiflore» dite aussi «fairy»
Le bulbe produit plusieurs tiges florales de façon naturelle. Produite dans les années 1940 par George van Veld par croisement entre « parisienne » et « hollandaise ». Elles fleurissent plus tôt que les "hollandaises" et produisent naturellement plusieurs tiges florales par bulbe avec des fleurs ressemblant aux « hollandaises » mais disposées de façon moins serrée sur la hampe et au parfum plus prononcé. En pleine terre, elle se multiplie facilement. Elles ne sont que rarement disponibles à la vente. Variétés : 'Borah'  aux fleurs bleu clair, 'Snow White'  aux fleurs blanches. Il existe aussi des clones aux fleurs roses.

### Jacinthe «parisienne», dite aussi «provincialis»
Nom ancien Hyacinthus provincialis Jord, maintenant admis comme synonyme du nom principal. Elle fleurissent plus tôt que les « hollandaises » et produisent plusieurs tiges florales par bulbe. Les fleurs sont moins nombreuses sur une tige et peuvent être blanches, bleues ou roses, parfois doubles. Les pétales sont plus étroits que la jacinthe « de Hollande » et sont plus incurvés. En culture en pleine terre, elle se multiplie facilement pouvant former un petit tapis au fil des ans.

### Jacinthe «romaine», dite aussi «albulus» ou «romanus»
Elle peut soit désigner une forme de « parisienne » à fleur blanche naturalisée dans le sud de la France, soit une plante différente : Bellevalia romana (syn. Hyacinthus romanus). D'origine méditerranéenne elle a une taille plus petite et porte des fleurs blanches. Elle est moins résistante au froid. La confusion vient d'une ressemblance effective avec une jacinthe blanche.

### Cultivars

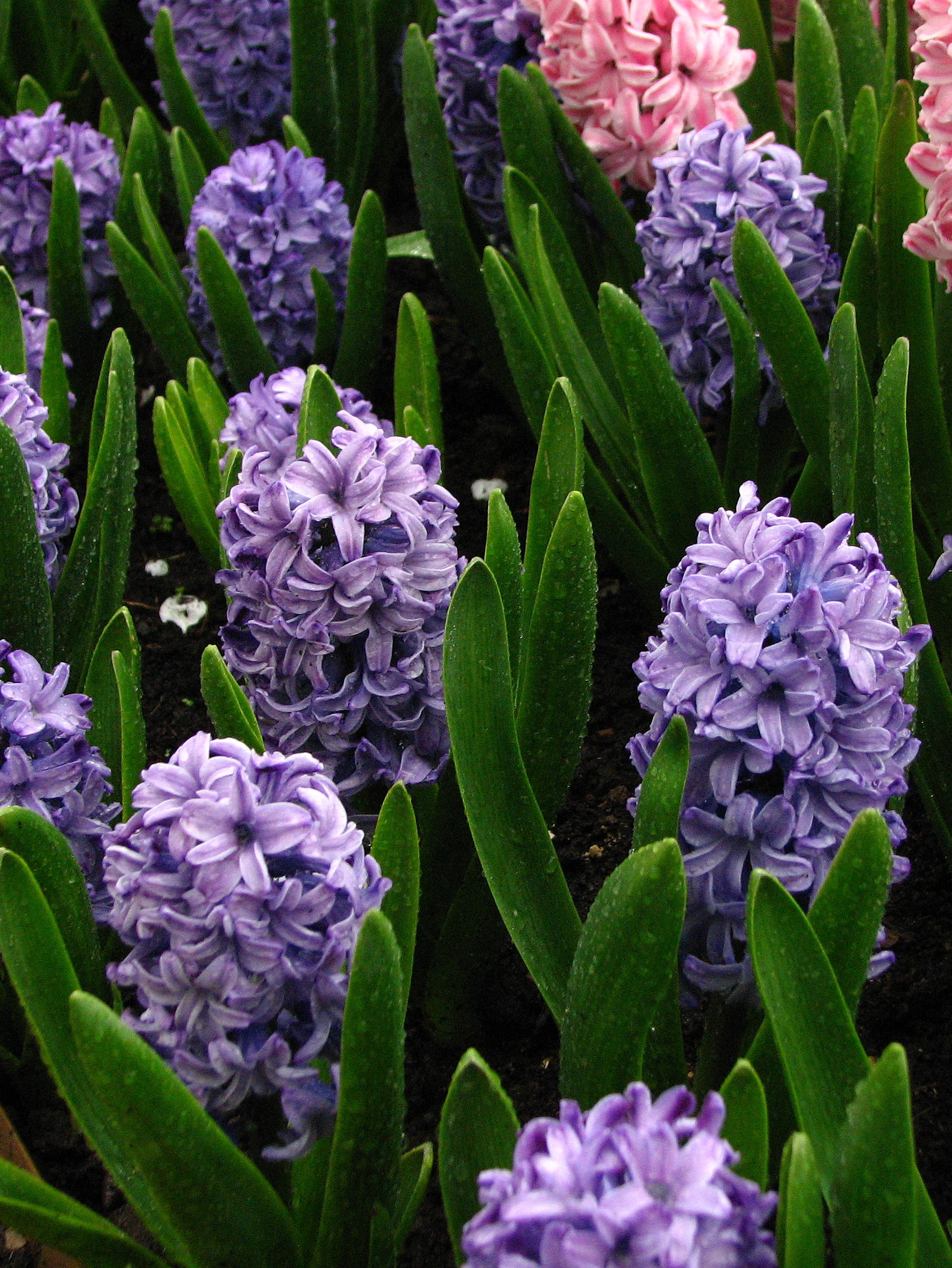
Cultivar 'Delft Blue'.

Depuis les débuts de la sélection plusieurs milliers de cultivars ont été créés dont la plupart n'existent plus. En 1989 une liste donne 183 cultivars à fleurs simples et 60 à fleurs doubles. Sur ce nombre seuls 56 simples et 4 doubles sont encore couramment commercialisés dont moins d'une quarantaine sont facilement trouvables.
On peut citer parmi les plus courants :
- Violet
  - violet très foncé presque noir : 'Kronos', 'Amethyst', 'Dr Lieber', 'Lord Balfour', 'Marie', 'Mauve Queen' ;
- Bleu
  - bleu-violet et bleu ciel à l’intérieur : 'Perle brillante' ;
  - bleu foncé : 'Indigo King', 'King of the Blues' ;
  - bleu porcelaine : 'Delft Bleu', 'Grand Maître' ;
  - bleu ciel : 'Bismarck', 'Myosotis' ;
  - bleu bordé de blanc :' 'Sky Jacket' ;
- Jaune
  - jaune d'or : 'Prins Hendrik', 'Yellow Hammer' ;
  - jaune clair : 'City of Haarlem' ;
- Orange
  - saumonée : 'Gipsy Queen' ;
  - orange, rose, saumon en mélange : 'Oranje Boven' ;
- Rouge
  - rouge vif : 'La Victoire' ;
  - rouge rose : 'Jan Bos' ;
  - rouge écarlate : 'Tubergen’s Scarlet' ;
  - rouge bordeaux : 'Woodstock' ;
- Blanc
  - 'Arendse', 'Arentine', 'Carnegie', 'Edelweiss' ;
  - ivoire : 'L'Innocence' ;
- Rose
  - rose vif : 'Marconi', 'Pink Pearl' ;
  - rose clair : 'Anne-Marie', 'Kronprinses', 'Lady Derby', 'La Victoire', 'Queen of the Pinks' ;
- Fleurs doubles
  - bleues : Crystal Palace', 'General Köhler' ;
  - blanches : 'Ben Nevis', 'Madame Sophie' ;
  - rose franc : 'Pink Royal' ;
  - rose vif : 'Hollyhock' (très odorante) ;
  - rose pastel : 'Rose De Naples'.

## Culture

### En pleine terre
Elle préfère les sols plutôt basiques à texture fine même caillouteux donc plutôt léger à sableux, calcaire ou pas mais bien drainée car l'humidité stagnantes lui est fatale et en situation ensoleillée ou ombre légère.
La plante n'aime pas la fumure fraîche mais une fumure ancienne bien décomposée peut être utile. Les bulbes sont mis en place en septembre-novembre à 15-20 cm de distance à une profondeur de 10 cm.
Supportant sans problème jusqu'à -15 °C, les bulbes peuvent rester en place toute l'année dans la plupart des régions (zone de rusticité 7) et refleurir tous les ans en produisant de temps en temps quelques nouveaux bulbes. Dans ce cas, la hampe florale est un peu moins fournie mais reste encore très belle.
Selon les conditions de culture et les variétés, il arrive que la souche dégénère au bout de 3-4 ans et ne produise presque plus de fleurs mais ceci est assez rare. Il suffit parfois de changer l'exposition ou les paramètres édaphiques pour remédier au problème.
Les nouvelles variétés sont produites par semis et demandent 5-6 ans pour fleurir. Pour la production commerciale, les horticulteurs entaillent les bulbes pour provoquer la production de bulbilles et élèvent celles-ci pendant 3 à 4 ans pour les amener à fleurir.

### En pot
En pot : même paramètres de culture qu'en pleine terre.

### En «carafe»
En « carafe » : dans des récipients en verre avec les racines trempant dans l'eau. Le but est principalement d'avoir une floraison en décembre.
Les bulbes doivent subir une vernalisation en les plaçant au frais, par exemple dans le bas du réfrigérateur, pendant 6 semaines. Puis ils sont placés pointe vers le haut dans un « vase de forçage » dont la forme présente un étranglement étudié pour maintenir le bulbe au-dessus du niveau de l'eau. Installé dans l'obscurité et encore au frais, le bulbe ne tarde pas à germer. Quand les racines font une dizaine de centimètres, le vase peut être sorti à la lumière à température normale d'une pièce de vie.
Le bulbe cultivé de cette manière est épuisé et planté en terre ; il mettra au moins deux ans à refleurir. La même méthode de vernalisation peut être utilisée pour des jacinthes en pot, qui elles pourront être gardées plusieurs années.

## Maladies et parasites
Le principal risque est la pourriture des bulbes due à un environnement trop humide.

## Toxicité
Le bulbe contient de l'acide oxalique et peut causer des irritations cutanées.

## Comestibilité
Les fleurs sont comestibles crues ou cuites et ont une texture un peu mucilagineuse. On commence à en trouver en barquettes dans le commerce. Il est possible de les faire cristalliser au sucre et il y a quelques siècles, elle était très prisée ainsi sous le nom de « confit de jacinthes de Constantinople »[réf. nécessaire].
Certaines populations ont consommé le bulbe après cuisson par exemple en Italie où ils sont simplement cuits à l'eau et assaisonnés d’une vinaigrette[réf. nécessaire].

## Liste des sous-espèces
Selon Catalogue of Life (20 juin 2013) :
- sous-espèce Hyacinthus orientalis subsp. chionophilus
- sous-espèce Hyacinthus orientalis subsp. orientalis

Selon NCBI (20 juin 2013) :
- sous-espèce Hyacinthus orientalis subsp. chionophilus

Selon Tropicos (20 juin 2013) (Attention liste brute contenant possiblement des synonymes) :
- sous-espèce Hyacinthus orientalis subsp. albulus (Jord.) Nyman
- sous-espèce Hyacinthus orientalis subsp. chionophilus Wendelbo
- sous-espèce Hyacinthus orientalis subsp. orientalis
- sous-espèce Hyacinthus orientalis subsp. provincialis (Jord.) K. Richt.